# العلاقات الأوغندية الباكستانية
العلاقات الأوغندية الباكستانية هي العلاقات الثنائية التي تجمع بين أوغندا وباكستان.

## مقارنة بين البلدين
هذه مقارنة عامة ومرجعية للدولتين:
| وجه المقارنة                                              | أوغندا                        | باكستان                     |
| --------------------------------------------------------- | ----------------------------- | --------------------------- |
| المساحة (كم2)                                             | 241.04 ألف                    | 881.91 ألف                  |
| عدد السكان (نسمة)                                         | 42.86 مليون                   | 197.02 مليون                |
| الكثافة السكانية (ن./كم²)                                 | 177.81                        | 223.4                       |
| العاصمة                                                   | كامبالا                       | إسلام آباد                  |
| اللغة الرسمية                                             | لغة إنجليزية، اللغة السواحلية | لغة إنجليزية، اللغة الأردية |
| العملة                                                    | شيلينغ أوغندي                 | روبية باكستانية             |
| الناتج المحلي الإجمالي (بليون دولار)                      | 25.89 مليار                   | 304.95 مليار                |
| الناتج المحلي الإجمالي (تعادل القوة الشرائية) بليون دولار | 72.25 مليار                   | 946.67 مليار                |
| الناتج المحلي الإجمالي الاسمي للفرد دولار أمريكي          | 705                           | 1.43 ألف                    |
| الناتج المحلي الإجمالي للفرد دولار أمريكي                 | 1.77 ألف                      | 4.81 ألف                    |
| مؤشر التنمية البشرية                                      | 0.483                         | 0.538                       |
| رمز المكالمات الدولي                                      | +256                          | +92                         |
| رمز الإنترنت                                              | .ug                           | .pk                         |
| المنطقة الزمنية                                           | ت ع م+03:00                   | ت ع م+05:00                 |

## منظمات دولية مشتركة
يشترك البلدان في عضوية مجموعة من المنظمات الدولية، منها:
| علم المنظمة | اسم المنظمة                               | تاريخ انضمام أوغندا | تاريخ انضمام باكستان |
| ----------- | ----------------------------------------- | ------------------- | -------------------- |
|             | يونسكو                                    | 9 نوفمبر 1962       | 14 سبتمبر 1949       |
|             | وكالة ضمان الاستثمار متعدد الأطراف        | 10 يونيو 1992       | 12 أبريل 1988        |
|             | الأمم المتحدة                             | 25 أكتوبر 1962      | 30 سبتمبر 1947       |
|             | دول الكومنولث                             | ?                   | ?                    |
|             | الفريق المعني برصد الأرض                  | ?                   | ?                    |
|             | الاتحاد البريدي العالمي                   | ?                   | ?                    |
|             | البنك الدولي للإنشاء والتعمير             | 27 سبتمبر 1963      | 11 يوليو 1950        |
|             | منظمة التعاون الإسلامي                    | ?                   | ?                    |
|             | منظمة حظر الأسلحة الكيميائية              | ?                   | ?                    |
|             | الاتحاد الدولي للاتصالات                  | 8 مارس 1963         | 26 أغسطس 1947        |
|             | مؤسسة التمويل الدولية                     | 27 سبتمبر 1963      | 20 يوليو 1956        |
|             | المركز الدولي لتسوية المنازعات الاستشارية | 14 أكتوبر 1966      | 15 أكتوبر 1966       |
|             | منظمة التجارة العالمية                    | ?                   | ?                    |
|             | منظمة الشرطة الجنائية الدولية             | ?                   | ?                    |

## وصلات خارجية
- موقع وزارة الخارجية الأوغندية
- موقع وزارة الخارجية الباكستانية